# Jens Thamdrup
Jens Christian Mogensen Thamdrup (11. januar 1875 i Åker–18. september 1946) var en fremtrædende sløjdmand i København.
Thamdrup voksede op i nærheden af Åkirkeby på Bornholm som søn af murermester Sejer Michael Mogensen og hustru Caroline Kirstine, f. Jacobsen. Efter for længst at være flyttet til København blev han i 1904 gift med Oline Marie Frederikke (født 1878) fra Olsker på hjemøen Bornholm. To uger før brylluppet fik han kongelig bevilling til at tilføje Thamdrup som efternavn (13.9.1904).
Jens Thamdrup blev først uddannet som tømrer og snedker i 1891-1895, inden han i 1900 tog lærereksamen fra Blågård Seminarium. Han fortsatte på Dansk Sløjdlærerskole med Aksel Mikkelsen som lærer og bestod sløjdlærereksamen i 1901. Fra 1902 virkede han som timelærer ved sløjdlærerskolen, og 1912-1922 var han leder af 3. kursus (dvs. det afsluttende eksamenskursus). Han deltog på Statens Tegnelærerkursus 1903-04.
J. Thamdrup underviste i sløjd på Larslejstrædes Skole, det senere Nørrevold Skole, i over 42 år, indtil han blev pensioneret 1. februar 1945. Han startede som timelærer 1. oktober 1902 og blev fastansat 1. januar 1907.
Han var bestyrelsesmedlem i Dansk Sløjdlærerforening 1914-1924, deraf de sidste seks år formand for foreningen samt redaktør af foreningens blad »Dansk Skolesløjd« 1919-1924. Hans adresse var dengang Aaboulevard 14 ² Kbh. N.
I 1919 var Thamdrup initiativtager til stiftelsen af Københavns Kommuneskolers Sløjdlærerforening, og han var formand 1920-1923. I flere år var han tillige konsulent i sløjdsager for Københavns skoledirektion.
Han sad i Modeludvalget fra oprettelsen i 1938 til sin død i 1946, hvorefter Herman Ellekvist fra Bispebjerg Skole tog over i Modeludvalget.
Da 2. udgave af Aksel Mikkelsen: Sløjdlære (1923) skulle udarbejdes, anmodede Aksel Mikkelsen Thamdrup om at være medarbejder, og sammen foretog de en række ændringer i lærebogen.
Han var aktiv i dyrebeskyttelsesarbejde, bl.a. som kasserer og bladredaktør for »Foreningen til Dyrenes Beskyttelse i Danmark« og sekretær i »Nordisk Dyrebeskyttelsesunion«. Fra 1915 inspektør for dyrehospitalet. Han var medarbejder ved Festskrift for Foreningen til Dyrenes Beskyttelse i Danmark 1925.
Han har skrevet adskillige tidsskriftsartikler om sløjd og dyrebeskyttelsesspørgsmål.